# Wspólnota administracyjna Kochel am See
Wspólnota administracyjna Kochel am See – wspólnota administracyjna (niem. Verwaltungsgemeinschaft) w Niemczech, w kraju związkowym Bawaria, w rejencji Górna Bawaria, w regionie Oberland, w powiecie Bad Tölz-Wolfratshausen. Siedziba wspólnoty znajduje się w miejscowości Kochel am See. Powstała 1 maja 1978 w wyniku reformy administracyjnej.
Wspólnota administracyjna zrzesza dwie gminy wiejskie (Gemeinde): 
- Kochel am See, 4 098 mieszkańców, 80,12 km²
- Schlehdorf, 1 230 mieszkańców, 25,39 km²